# Eddie Chapman
Edward Arnold Chapman (16 de novembro de 1914 - 11 de dezembro de 1997) foi um criminoso inglês e espião de guerra. Durante a Segunda Guerra Mundial, ele ofereceu seus serviços à Alemanha nazista como espião e, posteriormente, tornou-se um agente duplo britânico. Seus manipuladores do Serviço Secreto Britânico deram-lhe o codinome de Agente Zigzag em reconhecimento à sua história pessoal um tanto errática.

## Nascimento
Chapman nasceu em 16 de novembro de 1914 em Burnopfield, County Durham, Inglaterra.